# The Who Tour 2008–2009
The Who Tour 2008–2009 fue una gira mundial de conciertos que brindó la banda de rock británica The Who.

## Lista de canciones
1. "Let's See Action"
2. "Behind Blue Eyes"
3. "Two Thousand Years"
4. "Mike Post Theme"
5. "Won't Get Fooled Again"
6. "Tea and Theatre"

1. "Baba O'Riley"
2. "The Seeker"
3. "Who Are You"
4. "Behind Blue Eyes"
5. "Two Thousand Years"
6. "You Better You Bet"
7. "My Generation"
8. "Won't Get Fooled Again"

Encore:
1. "Tea and Theatre"

1. "I Can't Explain"
2. "The Seeker"
3. "Anyway, Anyhow, Anywhere" (Roger Daltrey, Pete Townshend)
4. "Fragments" (Lawrence Ball, Pete Townshend)
5. "Who Are You"
6. "Behind Blue Eyes"
7. "Baba O'Riley"
8. "The Relay"
9. "5.15"
10. "My Generation" (often including lyrics to "Cry If You Want")
11. "Won't Get Fooled Again"

Encore:
1. "The Kids Are Alright"
2. "Pinball Wizard"
3. "Amazing Journey"
4. "Sparks"
5. "See Me, Feel Me"
6. "Tea and Theatre"

1. "I Can't Explain"
2. "The Seeker"
3. "The Relay" or "Anyway, Anyhow, Anywhere" (Roger Daltrey, Pete Townshend)
4. "Fragments" (Lawrence Ball, Pete Townshend)
5. "Who Are You"
6. "Behind Blue Eyes"
7. "Real Good Looking Boy" (Pete Townshend, Luigi Creatore, Hugo Peretti, George David Weiss)
8. "Sister Disco"
9. "Baba O'Riley"
10. "Getting in Tune"
11. "Eminence Front"
12. "5.15"
13. "Love, Reign o'er Me
14. "My Generation" (often including lyrics to "Cry If You Want")
15. "Won't Get Fooled Again" (sometimes before "My Generation")

Encore
1. "Pinball Wizard"
2. "Amazing Journey"
3. "Sparks"
4. "See Me, Feel Me"
5. "Tea and Theatre"

1. "I Can't Explain"
2. "The Seeker"
3. "Anyway, Anyhow, Anywhere" (Roger Daltrey, Pete Townshend; replaced by "The Relay" on 13 November.)
4. "Fragments" (Lawrence Ball, Pete Townshend)
5. "Who Are You"
6. "Behind Blue Eyes"
7. "The Relay" (replaced by "Real Good Looking Boy" on 13 November.)
8. "Sister Disco"
9. "Baba O'Riley"
10. "Eminence Front"
11. "5.15"
12. "Love, Reign o'er Me
13. "My Generation" (often including lyrics to "Cry If You Want")
14. "Won't Get Fooled Again" (sometimes before "My Generation")

Encore
1. "Pinball Wizard"
2. "Amazing Journey"
3. "Sparks"
4. "See Me, Feel Me"
5. "Tea and Theatre"

1. "I Can't Explain" (performed twice on the 15th)
2. "The Seeker"
3. "Anyway, Anyhow, Anywhere" (Roger Daltrey, Pete Townshend)
4. "Fragments" (Lawrence Ball and Townshend)
5. "Who Are You"
6. "Behind Blue Eyes"
7. "Tattoo"
8. "Sister Disco" (sometimes including teases of "Drowned" during the guitar outro)
9. "Baba O'Riley"
10. "Eminence Front"
11. "5.15"
12. "Love, Reign o'er Me
13. "Won't Get Fooled Again"
14. "My Generation" (often including lyrics to "Cry If You Want")
15. "Naked Eye"

Encore
1. "Magic Bus" (not on 14 December.)
2. "Pinball Wizard"
3. "Amazing Journey"
4. "Sparks"
5. "See Me, Feel Me"
6. "Tea and Theatre"

1. "I Can't Explain"
2. "The Seeker"
3. "Anyway, Anyhow, Anywhere" (Roger Daltrey, Pete Townshend)
4. "Fragments" (Lawrence Ball and Townshend)
5. "Who Are You"
6. "Behind Blue Eyes"
7. "The Relay"
8. "Baba O'Riley"
9. "Eminence Front"
10. "5.15"
11. "Love, Reign o'er Me
12. "You Better You Bet"
13. "My Generation" (often including lyrics to "Cry If You Want")
14. "Won't Get Fooled Again"

Encore
1. "The Kids Are Alright" (not played on 21 March)
2. "Substitute" (not played on 21 March)
3. "Pinball Wizard"
4. "Amazing Journey"
5. "Sparks"
6. "See Me, Feel Me"
7. "Tea and Theatre"

1. "The Kids Are Alright"
2. "Who Are You"
3. "Won't Get Fooled Again"

## Fechas de las presentaciones
| Fecha                                | Ciudad                               | País                                 | Lugar                                |
| Teenage Cancer Trust Benefit Concert | Teenage Cancer Trust Benefit Concert | Teenage Cancer Trust Benefit Concert | Teenage Cancer Trust Benefit Concert |
| ------------------------------------ | ------------------------------------ | ------------------------------------ | ------------------------------------ |
| 13 de abril de 2008                  | Londres                              | Inglaterra                           | Royal Albert Hall                    |
| VH1 Rock Honors                      |                                      |                                      |                                      |
| 12 de julio de 2008                  | Los Ángeles, California              | Estados Unidos                       | Pauley Pavilion                      |
| Rock Band 2 Launch Party             |                                      |                                      |                                      |
| 16 de julio de 2008                  | Los Ángeles                          | Estados Unidos                       | Orpheum Theater                      |
| Norteamérica                         |                                      |                                      |                                      |
| 21 de octubre de 2008                | Auburn Hills, Míchigan               | Estados Unidos                       | The Palace of Auburn Hills           |
| 22 de octubre de 2008                | Hamilton, Ontario                    | Canadá                               | Copps Coliseum                       |
| 24 de octubre de 2008                | Boston, Massachusetts                | Estados Unidos                       | TD Banknorth Garden                  |
| 26 de octubre de 2008                | Filadelfia, Pensilvania              | Estados Unidos                       | Wachovia Center                      |
| 28 de octubre de 2008                | Uncasville, Connecticut              | Estados Unidos                       | Mohegan Sun Arena                    |
| 29 de octubre de 2008                | East Rutherford, Nueva Jersey        | Estados Unidos                       | Izod Center                          |
| 31 de octubre de 2008                | Atlantic City, Nueva Jersey          | Estados Unidos                       | The Borgata                          |
| 1 de noviembre de 2008               | Nueva York                           | Estados Unidos                       | Irving Plaza (private)               |
| 3 de noviembre de 2008               | Washington D. C.                     | Estados Unidos                       | Verizon Center                       |
| 5 de noviembre de 2008               | Nueva York                           | Estados Unidos                       | Sheraton Hotel (private)             |
| 8 de noviembre de 2008               | Los Ángeles                          | Estados Unidos                       | Nokia Theatre                        |
| 9 de noviembre de 2008               | Los Ángeles                          | Estados Unidos                       | Nokia Theatre                        |
| Asia                                 |                                      |                                      |                                      |
| 13 de noviembre de 2008              | Osaka                                | Japón                                | Castle Hall                          |
| 14 de noviembre de 2008              | Yokohama                             | Japón                                | Yokohama Arena                       |
| 16 de noviembre de 2008              | Saitama                              | Japón                                | Saitama Super Arena                  |
| 17 de noviembre de 2008              | Tokio                                | Japón                                | Nippon Budokan                       |
| 19 de noviembre de 2008              | Tokio                                | Japón                                | Nippon Budokan                       |
| indigO2 conciertos de Navidad        |                                      |                                      |                                      |
| 14 de diciembre de 2008              | Londres                              | Inglaterra                           | indigO2                              |
| 15 de diciembre de 2008              | Londres                              | Inglaterra                           | indigO2                              |
| 17 de diciembre de 2008              | Londres                              | Inglaterra                           | indigO2                              |
| Oceanía                              |                                      |                                      |                                      |
| 21 de marzo de 2009                  | Auckland                             | Nueva Zelanda                        | North Harbour Stadium                |
| 24 de marzo de 2009                  | Brisbane                             | Australia                            | Brisbane Entertainment Centre        |
| 26 de marzo de 2009                  | Adelaida                             | Australia                            | Adelaide Entertainment Centre        |
| 28 de marzo de 2009                  | Hunter Region                        | Australia                            | Hope Estate Winery                   |
| 29 de marzo de 2009                  | Melbourne                            | Australia                            | Melbourne Grand Prix Circuit         |
| 31 de marzo de 2009                  | Sídney                               | Australia                            | Acer Arena                           |
| 4 de abril de 2009                   | Perth                                | Australia                            | Members Equity Stadium               |
| Teenage Cancer Trust Benefit Concert |                                      |                                      |                                      |
| 21 de mayo de 2009                   | Londres                              | Inglaterra                           | Emirates Stadium                     |